# Petraite
Petraite (in latino Petraites; I secolo) è stato un gladiatore romano, vissuto in età neroniana.

## Biografia
Petraite fu un famoso gladiatore, durante l'età dell'imperatore Nerone, insieme a Prudens,  nominato da Petronio nel Satyricon, durante la celebre Cena di Trimalcione, quest'ultimo grandissimo ammiratore del gladiatore e, probabilmente, egli stesso patrocinò il suo operato: 
(Petronio, Cena Trimalchionis, Satyricon 71, trad. L. Canali)

### Fonti antiche
- Petronio, Satyricon 71.